# The Americans
The Americans är en amerikansk TV-serie, som började sändas den 30 januari 2013 i USA på tv-kanalen FX. Serien är skapad av Joe Weisberg, och medverkande skådespelare är Keri Russell och Matthew Rhys. Serien skildrar en vanlig amerikansk förortsfamilj under 1980-talet, med den lilla detaljen att föräldrarna råkar vara ryska spioner.
I Sverige visas serien i TV8.

## Rollista (i urval)
- Keri Russell - Elizabeth Jennings
- Matthew Rhys - Phillip Jennings
- Maximiliano Hernández - Chris Amador
- Holly Taylor - Paige Jennings
- Keidrich Sellati - Henry Jennings
- Noah Emmerich - Stan Beeman
- Susan Misner – Sandra Beeman
- Annet Mahendru – Nina Sergejevna Krilova
- Richard Thomas – Frank Gaad
- Alison Wright – Martha Hanson
- Lev Gorn – Arkadij Ivanovitj Zotov
- Costa Ronin – Oleg Igorevitj Burov
- Dylan Baker – William Crandall
- Brandon J. Dirden – Dennis Aderholt
- Margo Martindale – Claudia